# سندريلا وطيور الغابة (مسرحية)
سندريلا وطيور الغابة هي مسرحية للاطفال غنائية استعراضية. عرضت ضمن فعاليات الدوحة على مسرح قطر الوطني يوم الخامس عشر من شهر يوليو سنة 2010. من تأليف نعمان منصور ومن إخراج فالح فايز.

## شارك في المسرحية
- علي سلطان
- محمد اللنجاوي
- فيصل رشيد
- فاطمة الشروقي
- أمير دسمال

وآخرون